# Aljubarrota
Aljubarrota ist eine portugiesische Stadt (Vila) und eine Freguesia im Kreis Alcobaça, im Distrikt Leiria und in der historischen Provinz Estremadura. Die Freguesia entstand aus den beiden bis 2013 selbständigen Gemeinden Prazeres de Aljubarrota und São Vicente de Aljubarrota und hat 6243 Einwohner (Stand 19. April 2021). Sie ist historisch eine der dreizehn Städte der Coutos de Alcobaça, dem ehemaligen Herrschaftsgebiet der Abtei von Alcobaça. Sie war Schauplatz der Schlacht von Aljubarrota von 1385.

## Geschichte

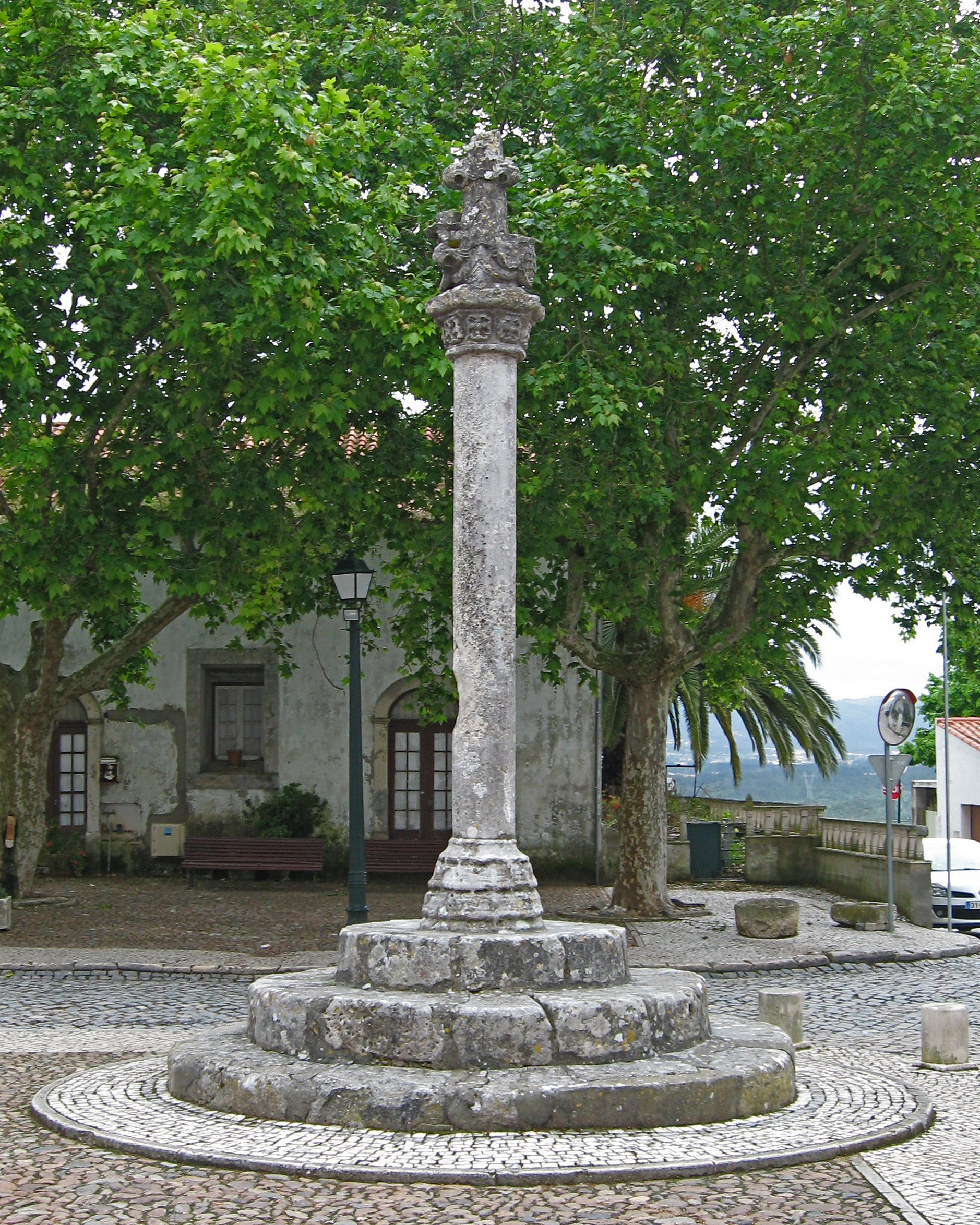
Schandpfahl der Abtei von 1514

Aljubarrota gehörte zu den frühen Gründungen der Abtei Alcobaça, die dank ihrer auf einem langen Höhenzug liegenden fruchtbaren Böden vermutlich schon zwischen 1163 und 1167, auf jeden Fall vor 1230 ein selbständiges Nutzungsrecht erhielt. Es wird angenommen, dass Aljubarrota aber bereits auf römische Siedlungen zurückgeht, zumal man in neuerer Zeit nur etwa 200 Meter vom Ort entfernt unter anderem eine größere Anzahl von römischen Silbermünzen gefunden hat. Der Name ist mit großer Wahrscheinlichkeit arabischen Ursprungs und geht auf die jahrhundertelange Besatzungszeit durch die Mauren zurück. Er bedeutet übersetzt offene Weide. Denkbar ist auch eine Ableitung vom arabischen Aljobbe (Brunnen). Bereits 1316 erhielt Aljubarrota einen Freibrief der Abtei, der 1514 nochmals durch König Manuel I. bestätigt wurde, ungeachtet der weiter bestehenden Pflicht, der Abtei Tribut zu leisten. Mit der Aufgabe des Klosters von Alcobaça durch die Mönche im Jahre 1833 und der im Jahr danach angeordneten staatlichen Schließung aller Klöster in Portugal endete auch die klösterliche Herrschaft über die Stadt Aljubarrota. Sie bestand noch einige Jahrzehnte als selbständiger Landkreis mit den Gemeinden Prazeres und São Vicente weiter, bevor sie aufgrund der Landkreisreform von 1855 zu Alcobaça kam. Im Jahre 1995 wurde beiden Gemeinden Prazeres und São Vicente das Stadtrecht wieder verliehen, so dass sie seitdem gemeinsam auch in der Neuzeit die Stadt Aljubarrota bilden.

### Schlacht von Aljubarrota

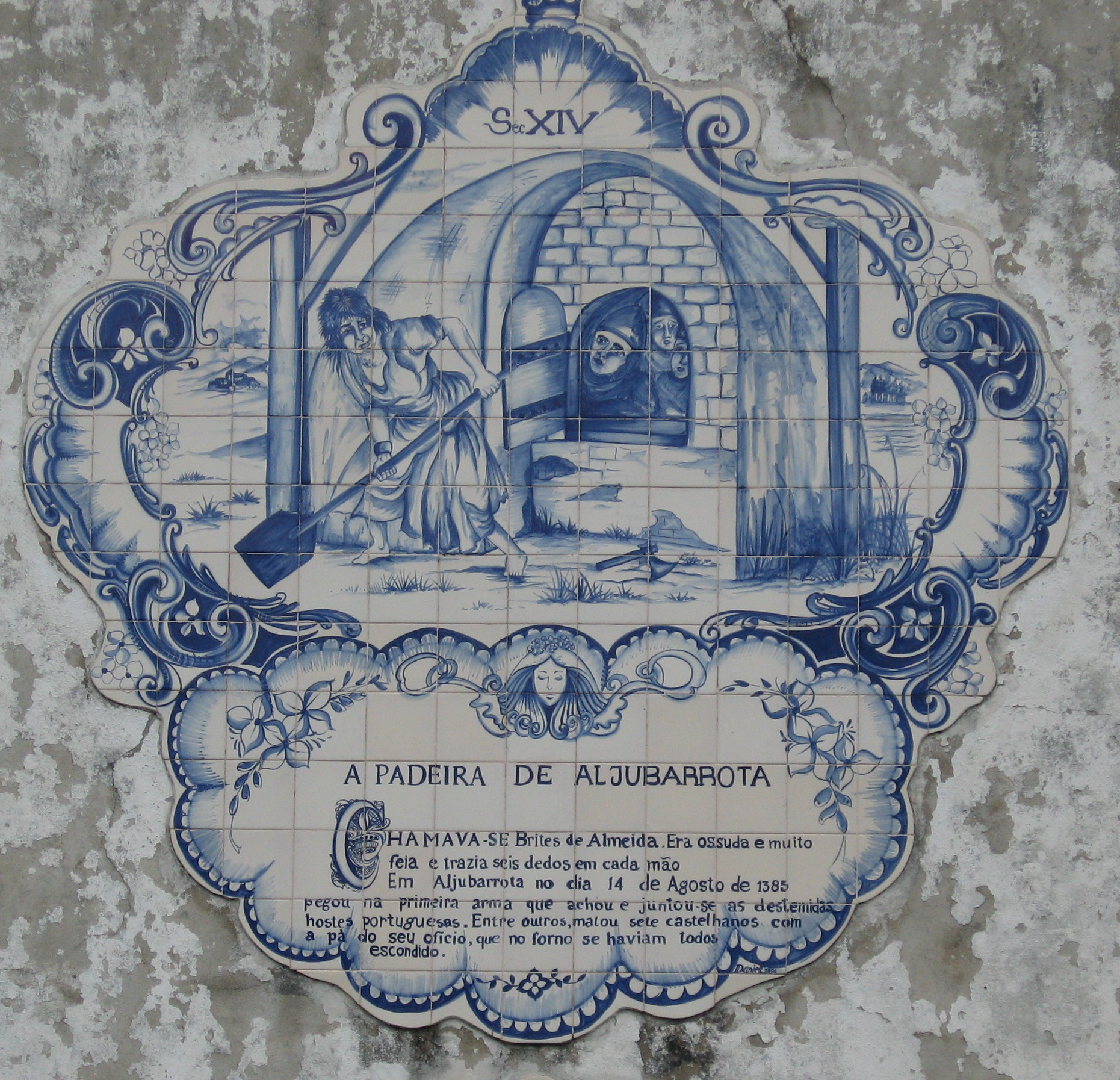
Die Bäckerin von Aljubarrota

In die portugiesische Geschichte ging Aljubarrota durch die im Jahre 1385 nach ihr benannte Schlacht von Aljubarrota ein, als auf dem unterhalb von ihr sich in östlicher Richtung zu dem Gebirge Serra de Candieiro hin erstreckenden Gebiet in einer Schlacht zwischen Portugal und Kastilien über die Unabhängigkeit der siegreichen Portugiesen entschieden wurde. Vor der Schlacht soll der portugiesische Feldherr Nuno Álvares Pereira in der Kirche Nossa Senhora da Prazeres (vgl. unten) zur Heiligen Maria gebetet haben, der zu Ehren sein König João I. zum Dank für den Sieg nur 12 km entfernt vom Ort der Schlacht das Kloster Batalha (portugiesisch für Schlacht) errichtet hat.
Einer sich seit Jahrhunderten in der portugiesischen Geschichte haltenden anderen Legende nach sollen sich nach der Schlacht im Backofen der Bäckerin von Aljubarrota, Brites de Almeida, sieben flüchtige Soldaten Kastiliens versteckt haben, die die als grobschlächtig bekannte, zudem mit sechs Fingern an jeder Hand geborene Frau, als sie sie entdeckt hatte, mit ihrer Brotschaufel erschlagen haben soll. Ihr wurde in Aljubarrota noch in neuerer Zeit ein Denkmal gesetzt und bei einer landesweiten Umfrage im Jahr 2006 wurde sie zu den bedeutendsten historischen Personen des Landes gerechnet.

### Stadtanlage

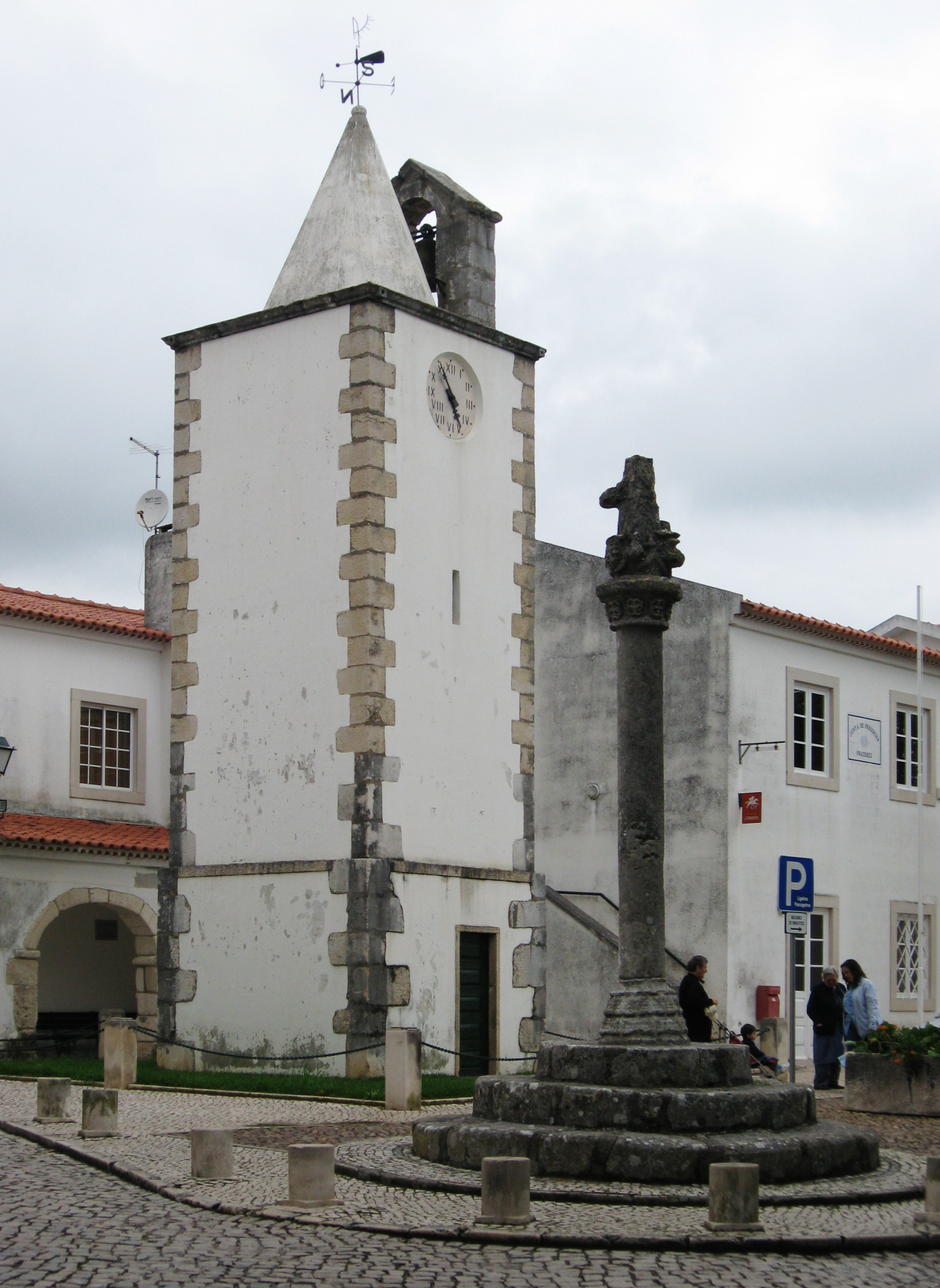
Alter Rathausturm mit Schandpfahl

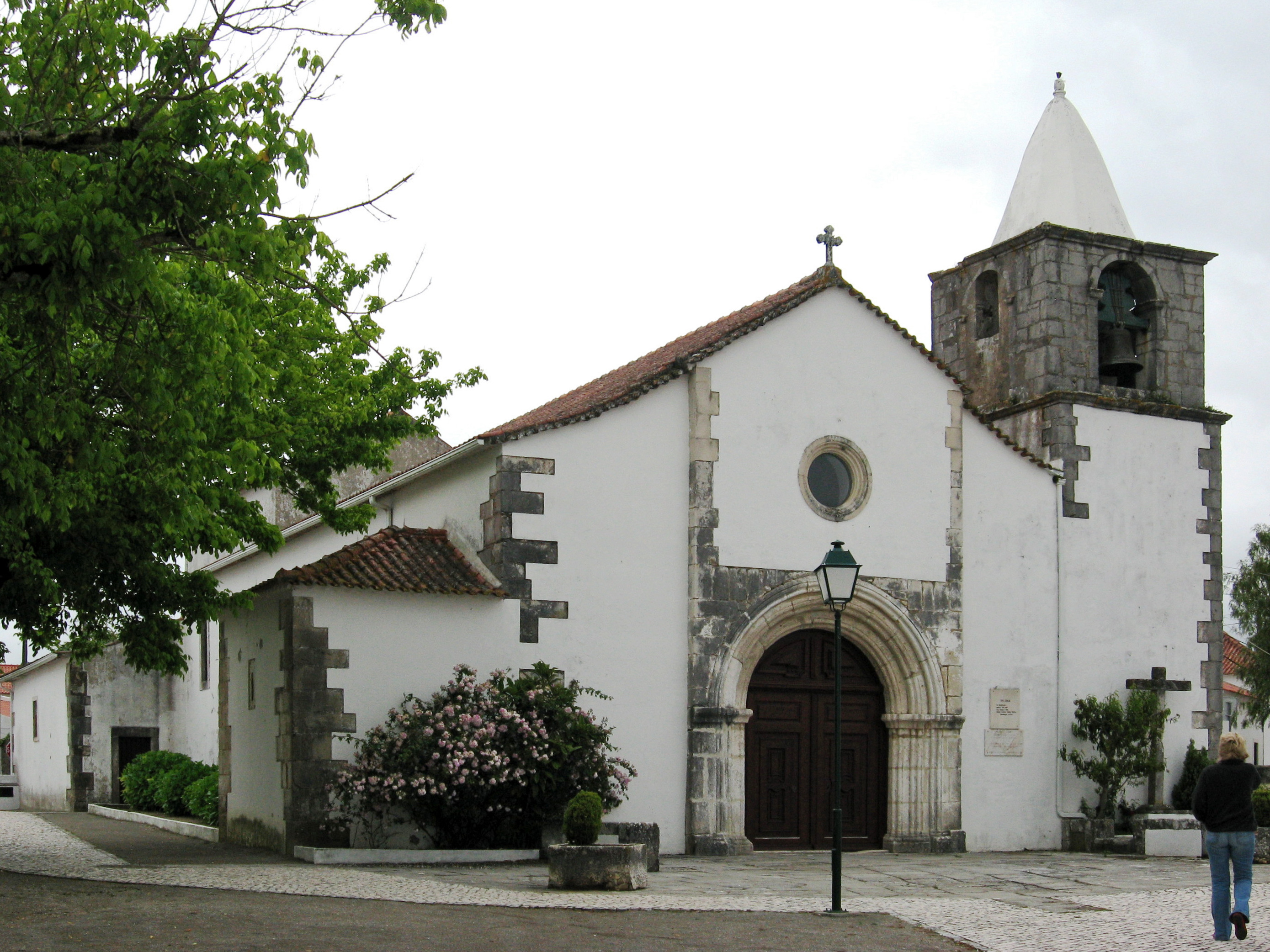
Nossa Senhora dos Prazeres

Aljubarrota wird in der portugiesischen Fachliteratur als Beispiel einer spätmittelalterlichen Stadtanlage beschrieben. Die meisten noch vorhandenen Gebäude sind der Zeit zwischen dem 16. und dem 18. Jahrhundert zuzuordnen. Nicht wenige Gebäude wurden zerstört oder im Laufe der Jahre so umgestaltet, dass sie ihre Eigenarten verloren haben. Aber insgesamt gibt Aljubarrota auch heute noch ein gutes Beispiel für den Städtebau aus dieser Zeit. Auf die Zeit der Gründung durch die Mönche von Alcobaça geht noch die Kirche Nossa Senhora dos Prazeres (Unsere Liebe Frau der Freuden) zurück, die im 13. Jahrhundert errichtet wurde. Sie wurde im Laufe der Jahrhunderte mehrmals umgestaltet. Seitlich auf dem Vorplatz befindet sich die Büste des bekanntesten Sohnes der Stadt, des Architekten Eugénio dos Santos (1711–1760), der nach dem Erdbeben von Lissabon im Jahre 1755 einige zerstörte Stadtteile Lissabons wiederaufgebaut hat. Eine andere Kirche des Ortes, Igreja de São Vicente de Aljubarrota, wurde 1549 auf den Resten der zuvor beseitigten aus dem 12. Jahrhundert stammenden Kapelle der Mönche von Alcobaça errichtet. Anlass war eine Auseinandersetzung der Bewohner der Stadt, die zur Gründung einer zweiten Gemeinde in Aljubarrota führte (São Vicente) und wofür eine eigene Pfarrkirche beansprucht wurde. In Aljubarrota ist auch noch der Schandpfahl der Abtei von Alcobaça erhalten, der jedoch von 1514 stammt und den alten Pfahl vermutlich aus dem 12. Jahrhundert ersetzt hat. Damals hatte König Manuel ein neues Stadtstatut für Aljubarrota festgesetzt und infolgedessen wurde auch ein neuer die geänderte Gerichtsbarkeit der Abtei dokumentierender Schandpfahl (portugiesisch pelourinho ‚Arme-Sünder-Säule‘) für notwendig erachtet. Der Schandpfahl steht heute noch neben einem Turm, der aus der zweiten Hälfte des 16. Jahrhunderts stammt und der zu dem nicht mehr vorhandenen früheren Rathaus der Stadt gehörte.

### Heute
Am 29. September 2013 wurden die beiden zuvor selbständigen Freguesias Aljubarrota (Prazeres) und Aljubarrota (São Vicente) zur neuen Freguesia Aljubarrota zusammengeschlossen.

## Wirtschaft
Die heutige Wirtschaft Aljubarrotas wird wie die der gesamten Region der ehemaligen Coutos de Alcobaça durch Obstanbau sowie mittelständische Glas-, Keramik- und Porzellanindustrie geprägt, es spielt aber auch die Gewinnung von Baumaterialien aus Steinen und Erde eine Rolle.